# قلب من در کوهساران (نمایش‌نامه)
«قلب من در کوهساران» (انگلیسی: My Heart's in the Highlands) نمایش‌نامه‌ای است تک‌پرده‌ای به قلم ویلیام سارویان نویسنده ارمنی‌تبار اهل ایالات متحده آمریکا که در سال ۱۹۳۹ به چاپ رسیده‌است.
قلب من در کوهساران نمایش‌نامه سارویان می‌باشد که در سال ۱۹۲۹ نوشته شده‌است، داستانی کمدی دربارهٔ یک خانواده آمریکایی بود و در سالن تئاتر گیلد شهر نیویورک بر روی صحنه رفت.

## به فارسی
این اثر توسط نسیم خاکسار به فارسی برگردانده شده‌است

## اقتباس‌ها
| عنوان                        | کشور                             | سال  | مدت      | زبان(ها)    |
| ---------------------------- | -------------------------------- | ---- | -------- | ----------- |
| Moje je srce visoko u brdima | جمهوری فدرال سوسیالیستی یوگسلاوی | ۱۹۶۸ | ۵۹ دقیقه | صربی-کرواتی |
| The Play of the Week         | ایالات متحده آمریکا              | ۱۹۶۰ |          | انگلیسی     |
| Mijn hart is het Hoogland    | بلژیک                            | ۱۹۶۰ | ۹۰ دقیقه | هلندی       |
| В горах моё сердце (ru)      | اتحاد جماهیر شوروی               | ۱۹۶۷ | ۴۰ دقیقه | روسی        |
| قلب من در کوهساران           | اتحاد جماهیر شوروی               | ۱۹۷۶ | ۷۰ دقیقه | روسی، ارمنی |
| Sydämeni on kukkuloilla      | فنلاند                           | ۱۹۷۹ |          | فنلاندی     |